# The Soft Boys
The Soft Boys waren eine zwischen 1976 und 1980 aktive englische Rockband aus Cambridge. Laut AllMusic waren sie eine der einflussreichsten Gruppen im Bereich der zeitgenössischen alternativen Musik.

## Geschichte
Die Soft Boys entstanden 1976 in Cambridge als Dennis and the Experts. Die ursprünglichen Mitglieder waren Robyn Hitchcock (Gitarre), Rob Lamb (Gitarre), Andy Metcalfe (Bass) und Morris Windsor (Schlagzeug). Alan Davies ersetzte Lamb Ende 1976, und Kimberley Rew kam schließlich für Davies. 1979 wurde Metcalfe durch Matthew Seligman ersetzt.
Die Soft Boys lösten sich nach der Veröffentlichung ihres zweiten Albums Underwater Moonlight auf. Das 1980 erschienene Album gilt heute als Meilenstein der alternativen Rockmusik. Rew feierte danach mit Katrina and the Waves Erfolge, während Hitchcock zunächst solo, dann mit seiner neuen Band „The Egyptians“ weiter musizierte.
1994 fanden sich die Soft Boys für eine britische Tour wieder zusammen. 2001 nahmen sie zum 20-jährigen Jubiläum von Underwater Moonlight ein neues Album auf, Nextdoorland, das 2002 erschien.
Matthew Seligman starb 2020 im Alter von 64 Jahren nach einer COVID-19-Infektion.

## Diskografie
Studioalben
- 1979: A Can of Bees
- 1980: Underwater Moonlight
- 2002: Nextdoorland

Kompilationen
- 1981: Two Halves for the Price of One (Studio-Rarities und Live-Aufnahmen)
- 1983: Invisible Hits
- 1984: Wading Through a Ventilator (enthält die EP Give It To The Soft Boys plus Bonustitel)
- 1989: Raw Cuts (umbenannte Neuauflage von Wading Through a Ventilator)
- 1993: 1976–81 (Best of; plus Rarities, Outtakes und Live-Tracks)
- 2001: Underwater Moonlight ...And How It Got There (Underwater Moonlight plus Demos, Rehearsals und Outtakes)

Live-Alben
- 1994: Where are the Prawns
- 1983: Live at the Portland Arms (1988 als LP neuveröffentlicht)

Extended Plays
- 1977: Give It to the Soft Boys (7″-EP: Wading Through a Ventilator / The Face of Death und Hear My Brane)
- 1980: Near the Soft Boys (7″-EP: Kingdom of Love / Vegetable Man und Strange)
- 2002: Side Three

Singles
- 1978: (I Want to Be an) Anglepoise Lamp / Fatman’s Son
- 1980: I Wanna Destroy You /Old Pervert
- 1981: Only the Stones Remain / The Asking Tree
- 1982: Love Poisoning
- 1983: He’s a Reptile / Song No. 4
- 1989: The Face of Death / The Yodelling Hoover